# 菊地桃子
菊地 桃子（きくち ももこ、2月22日 - ）は、日本の女性声優。
熊本県出身。元8bitBRAIN初期メンバー。

## 出演

### 舞台
- 劇団Teamドラフト4位第弐回公演「at Home Coming」マナミ役
- Will & Zeal company−
- 「Musical sense4  ビートルズ・ミュージカル　抱きしめたい！」エミリー役
- 劇団Teamドラフト4位第参回公演
- 「付物〜Tsukumo〜」ナナシ役

### イベント
- ビートルズファンの遊園地「FOOL ON THE HOLIDAY2018」トロンボーン、フルート奏者

### 雑誌
- 「IDOL FILE TOKYO1 Vol.09 」(8bitBRAIN )

### TV
- TOKYO MX「おはよう！アイドル長屋REMIX」 (8bitBRAIN)
- テレビ埼玉「HOT WAVE」(8bitBRAIN)
- テレビ朝日系「ワールドプロレスリング」2021年4・5月度ファイティングミュージック『Black Sabbath』
- TBS系テレビ「ひるおび」2022年12月度エンディングテーマ『KEEP THE FAITH』

### 声優
- アプリゲーム「スーパーリアル麻雀P8」渡瀬いのり役
- アプリゲーム「スーパーリアル麻雀そりてぃあR」P8コラボイベント 渡瀬いのり役
- 韓国アニメ吹替「劇場版ポロロ 雪の妖精村大冒険[2]」クロン役
- 日本民話シリーズボイスドラマCD 第 57弾 長崎県民話「産女の幽霊」原作 オリジナル脚本『天使になった女の子[3]』ゆい役

### 写真集
- 「スーパーリアル麻雀P8公式アイドル選抜メンバー写真集[4]」
- 「8bitBRAIN in China 〜象山影视城〜」

### ラジオ
- ラジオ日本「60TRY部」8bitBRAINゲスト出演
- ShibuyaCross-FM「イケてるハーツの TAKE UR HEARTs」8bitBRAINゲスト出演
- AuDee「8bitBRAINのピコピコRadio 脳みそバーーーーーン」

### CD
- スーパーリアル麻雀P8ユニット「夏色*ランデブー＜凸凹☆☆盤＞」
- 8bitBRAIN 1stシングル「Under  the weather」(インペリアルレコード/テイチクエンタテインメント)
- 8bitBRAIN 2ndシングル「Out of order」(インペリアルレコード/テイチクエンタテインメント)
- 8bitBRAIN 3rdシングル「Black Sabbath」(インペリアルレコード/テイチクエンタテインメント)
- 8bitBRAIN 1stアルバム「shout」(インペリアルレコード/テイチクエンタテインメント)
- 8bitBRAIN4thシングル「KEEP THE FAITH」(South to North Records.)